# Kalan

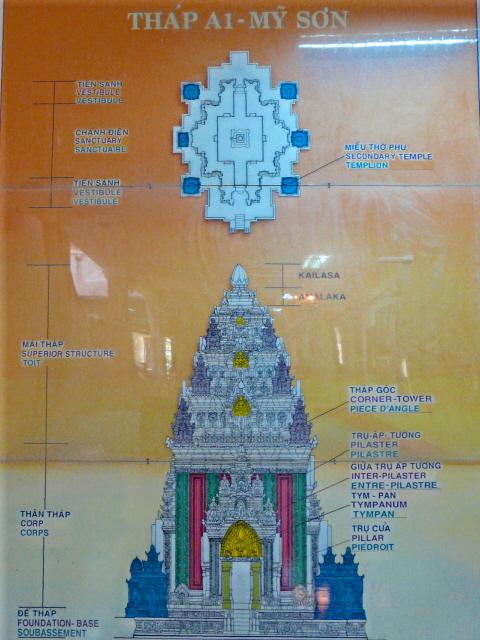
Budowa kalanu. Schemat zniszczonej w czasie wojny wietnamskiej świątyni A1 w Mỹ Sơn

Kalan − główny budynek hinduistycznej świątyni czamskiej potocznie nazywany wieżą. Pomieszczenie tej budowli przeznaczone jest dla bóstwa i stanowi zwykle główne sanktuarium kompleksu świątynnego. Świątynie czamskie były budowane z cegły, przy zastosowaniu łęku pozornego, czego rezultatem były grube mury i niewielkie wnętrza. Charakterystyczne sklepienia ułożone ze zbiegających się na szczycie cegieł, często zakończone były otworem wentylacyjnym. Ornamenty i dekoracje rzeźbiono w cegle już po postawieniu całości. Dodatkowo dekorowano budynki rzeźbami z kamienia.